# 미카엘 뉘크비스트
롤프 오케 미카엘 뉘크비스트(스웨덴어: Rolf Åke Michael Nyqvist, 스웨덴어 발음: [ˈmiːkaːˌel ˈnŷːkvɪst], 1960년 11월 8일~2017년 6월 27일)는 스웨덴의 배우이다.

## 출연 작품

### 영화
- 천국에 있는 것처럼 (2004)
- 미션 임파서블: 고스트 프로토콜 (2011)
- 존 윅 (2014)
- 콜로니아 (2015)
- 헌터 킬러 (2018)